# بريان تايلور (دراج على المضمار)
بريان تايلور (بالإنجليزية: Bryan Taylor)‏ هو دراج بريطاني، ولد في 1968.

## وصلات خارجية
- بريان تايلور على موقع أرشيف الدراجات (الإنجليزية)